# 1430er
Portal Geschichte | Portal Biografien | Aktuelle Ereignisse | Jahreskalender | Tagesartikel

◄ |
14. Jh. |
15. Jahrhundert
| 16. Jh. | ►

◄ |
1400er |
1410er |
1420er |
1430er
| 1440er | 1450er | 1460er | ►

1430 |
1431 |
1432 |
1433 |
1434 |
1435 |
1436 |
1437 |
1438 |
1439

## Ereignisse
- ab 1430: Heinrich der Seefahrer, portugiesischer Königssohn, veranlasst Entdeckungsfahrten der Portugiesen an der Westküste Afrikas.
- 1431: Jeanne d’Arc wird in Rouen auf dem Scheiterhaufen verbrannt.
- 1436: Ende der Hussitenkriege.

In den 1430er Jahren gab es in Deutschland und anderen Teilen Europas eine außergewöhnliche Wetteranomalie. 
- Der Winter 1431/32 war einer der kältesten und längsten in Europa: 
  - am 20. November 1431 waren alle Flüsse Nordeuropas zugefroren, auch Donau und Rhein. Auch weite Teile des Bodensees und der Ostsee froren zu; Wölfe liefen übers Eis von Norwegen nach Dänemark und weiter nach Süden.
  - die Lagune von Venedig konnte vom 6. Januar bis 22. Februar mit dem Wagen überquert werden, was sonst alle paar Jahrzehnte höchstens mal ein paar Tage möglich war.
  - In Frankreich erfroren die Weinstöcke.
  - Weil den ganzen Winter kaum Schnee gefallen war, schützte keine Schneedecke die Saat auf den Feldern vor der extremen Kälte.
  - Erst im März oder April taute der Boden. Schmelzwasser in den Flüssen verursachte vielerorts Hochwasser. Orte entlang der Donau waren besonders stark betroffen.

1432 begannen erste Hungersnöte. Nach einem weiteren harten Winter war überall in Europa  (sogar in Irland) das Getreide sehr teuer. 
Heutige Klimasimulationen zeigen: mehrere Jahre nacheinander lagen im Sommer Tiefdruckgebiete über Mitteleuropa  (deren Regen ließ der die magere Ernte faulen); im Winter dagegen lagen dort Hochdruckgebiete (siehe auch Sibirienhoch), die das Land auskühlen ließen (Wolken reflektieren terrestrische Wärmestrahlen und verhindern strengen Frost).